# Schwarzheide
Schwarzheide (em baixo sorábio: Carny Gózd) é um município da Alemanha, situado no distrito de Oberspreewald-Lausitz, no estado de Brandemburgo. Tem 33,23 km² de área, e sua população em 2019 foi estimada em 5.635 habitantes.